# Abraham Adams
Abraham Adams (* um 1720 in Shoreham, Kent; † nach 1760 in Kent) war ein englischer Organist.

## Leben
Abraham Adams war offenbar an der Dorfkirche in Shoreham bei Sevenoaks Organist. Im dortigen Kirchenregister sind fünf zwischen 1747und 1752 geborene Kinder von Abraham und James Adams verzeichnet.

## Werke (Auswahl)
- The Psalmist’s New Companion, mit einer Einführung zu Grundlagen der Musik, eine Auswahl von 41 Psalmmelodien und 25 Anthems und eine Funeral Hymn, John Bird, London, 5. Auflage, 1755[1] (Digitalisat beim IMSLP)